# Église Saint-Victor d'Auvelais
 (février 2023).
L'église Saint-Victor est une église du village belge d'Auvelais, section de la commune de Sambreville. L'église néo-romane de 1911 se dresse au centre du village sur la Grand Place.

## Histoire
En 2004, les travaux de réaménagement de la Grand Place permettent des fouilles archéologiques qui dévoilent les cinq phases historiques de l'église. Sous la place se trouvent différentes traces d'occupation. À la fin du Xe siècle apparait la première église en bois. L'architecture est propre au bassin mosan. La première modification importante de l'église date du XIIIe siècle. La nef est alors élargie. Seule la tour limite l'étendue de l'église vers l'ouest. Aux environs du xve siècle, l'église revêt une apparence gothique avec deux bas-côtés terminés par des autels latéraux. En 1653, le village est pillé et incendié. Aux xvie et xviie siècles, l'édifice est reconstruit. Au xixe siècle, la démographie galopante rend l'église trop étroite, et une nouvelle église-halle est construite. Cependant, la croissance démographique ne s'interrompt pas et rend rapidement cette dernière trop petite également. La nouvelle église, Saint-Victor, est déplacée de 30 m et est inaugurée en 1911.